# Huibert Willem Veth
Huibert Willem Veth (Dordrecht, 26 augustus 1833 - aldaar, 26 mei 1909) was een Nederlands architect, winkelier en gemeenteraadslid van Dordrecht.

## Leven en werk
H.W. Veth was onder andere huisarchitect van de 'Vereeniging tot Verbetering der Huisvesting van de Arbeidende Klasse’ (1863-1972). Deze vereniging was een van de eerste verenigingen voor sociale woningbouw in Nederland. De woningen waren bestemd voor 'Gegoede Arbeiders' en hadden een huur van fl. 1,30 (ca. € 0,60) per week. Mensen zonder werk kwamen niet in aanmerking. Veth bouwde voor deze vereniging onder andere het Hof de Vereeniging en het Hallincqhof - beide aan de Groenedijk. De kopgevel van de Hallincqhof is versierd met een tegeltableau in jugendstil van de plateelfabriek ‘Holland’ uit Utrecht. Ook het grootste deel van de huidige Regenten- en Lenghenhof is door hem ontworpen.
Andere opvallende gebouwen van Veth waren bedrijfspanden, zoals de winkelruimte en magazijnen voor de firma J.P. Wijers, gebouwd tussen 1870 en 1876, (sinds 1974 - Sociëteit Amicitia), de likeurstokerij van H.C. Wijers (1877) en het kantoor en pakhuis van de firma Jacob van Wageningen (1882). In 1892 kreeg Veth de opdracht om twee panden naast de historische groothoofdspoort te integreren. Hieruit ontstond het huidige uiterlijk van Hotel Bellevue.
Opvallend waren ook Veths woonhuizen voor welgestelde Dordtenaren zoals, Wolwevershaven 6, huis Mayerling (1870) en het in eclectische stijl gebouwde kasteel-villa Gravenstein (1875). Gravenstein werd gebouwd in opdracht van houthandelaar en politicus Simon Marius Hugo van Gijn. In 1901 werd het kasteel verbouwd door architect H.A. Reus.
Veth was getrouwd en vader van vijf kinderen, waaronder Gerard, naar wie in Nunspeet een straat is genoemd.

## Gebouwen in Dordrecht
Enkele ontwerpen van Huibert Willem Veth in Dordrecht zijn:
| Gebouw                                            | Bouwjaar  | Locatie                                     | Plaats    |
| ------------------------------------------------- | --------- | ------------------------------------------- | --------- |
| Woonhuis                                          | 1860-1865 | Vest 72                                     | Dordrecht |
| Woonhuis                                          | 1863      | Voorstraat 232                              | Dordrecht |
| Hof de Vereeniging                                | 1864-1870 | De Vereniging (tussen Singel en Groenedijk) | Dordrecht |
| Huis Mayerling                                    | 1870      | Hoge Nieuwstraat 3                          | Dordrecht |
| Sociëteit Amicitia (voorheen J.P. Wijers)         | 1870-1876 | Vlak 1                                      | Dordrecht |
| Spaarbank (gesloopt in 1912)                      | 1875      | Johan de Wittstraat 2                       | Dordrecht |
| Kasteel-villa Gravenstein                         | 1875      | Amstelwijckweg 14                           | Dordrecht |
| Likeurstokerij H.C. Wijers                        | 1877      | Vriesestraat (hoek Korte Breestraat)        | Dordrecht |
| Villa Sterre der Zee                              | 1880      | Buiten Walevast 4                           | Dordrecht |
| Pakhuis van de firma Jacob van Wageningen         | 1882      | Grotekerksbuurt 31                          | Dordrecht |
| Hallincqhof                                       | 1890-1902 | Hallincqhof - Groenedijk                    | Dordrecht |
| Hotel Bellevue - verbouwing naar huidig uiterlijk | 1892      | Groothoofd                                  | Dordrecht |
| Woonhuis S.M. Hugo van Gijn                       | 1896      | Sluisweg 1                                  | Dordrecht |
| Woonhuis                                          | onbekend  | Wijnstraat 138                              | Dordrecht |
| Woonhuis                                          | onbekend  | Wolwevershaven 6                            | Dordrecht |

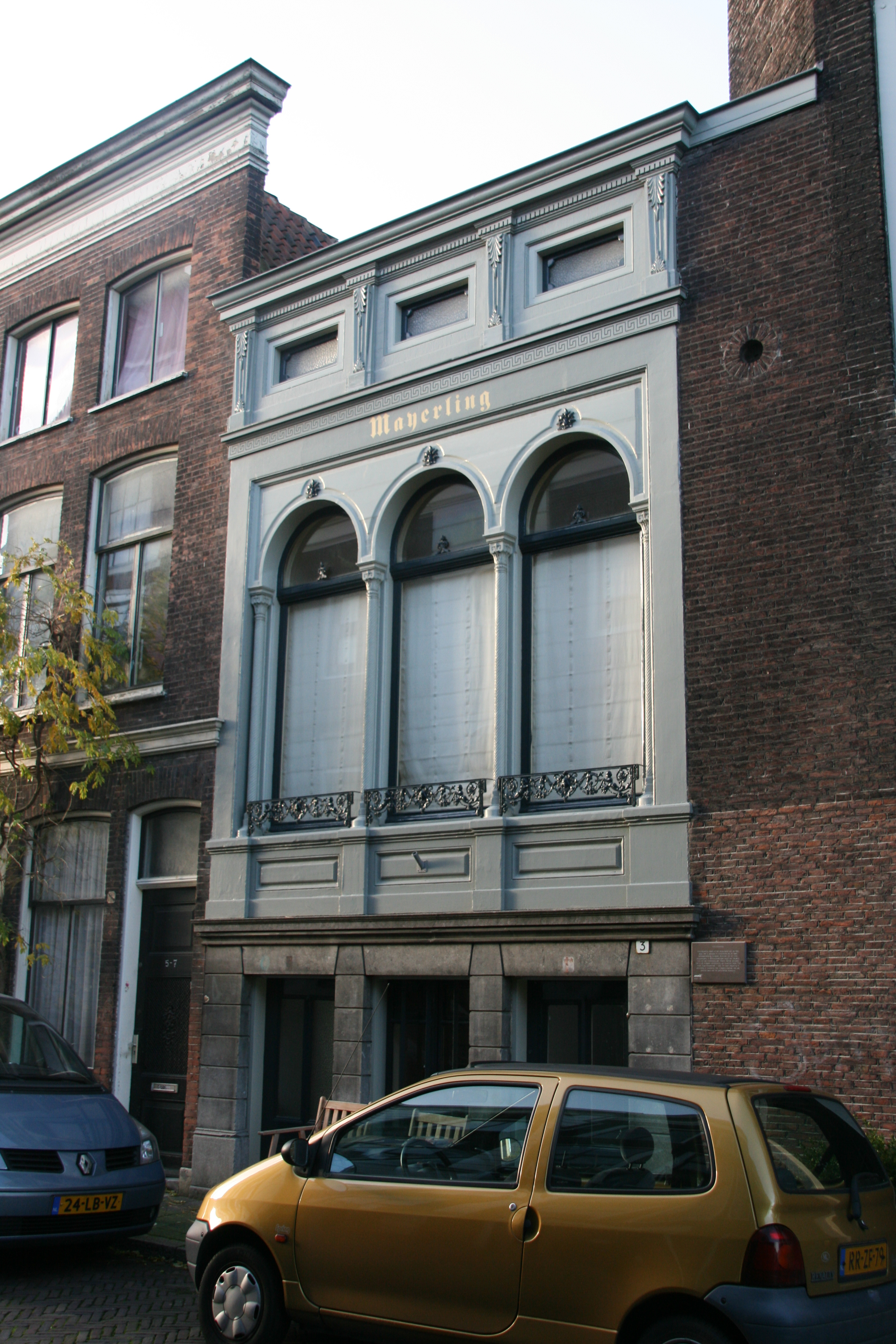
Huis Mayerling (1870) in de Hoge Nieuwstraat te Dordrecht
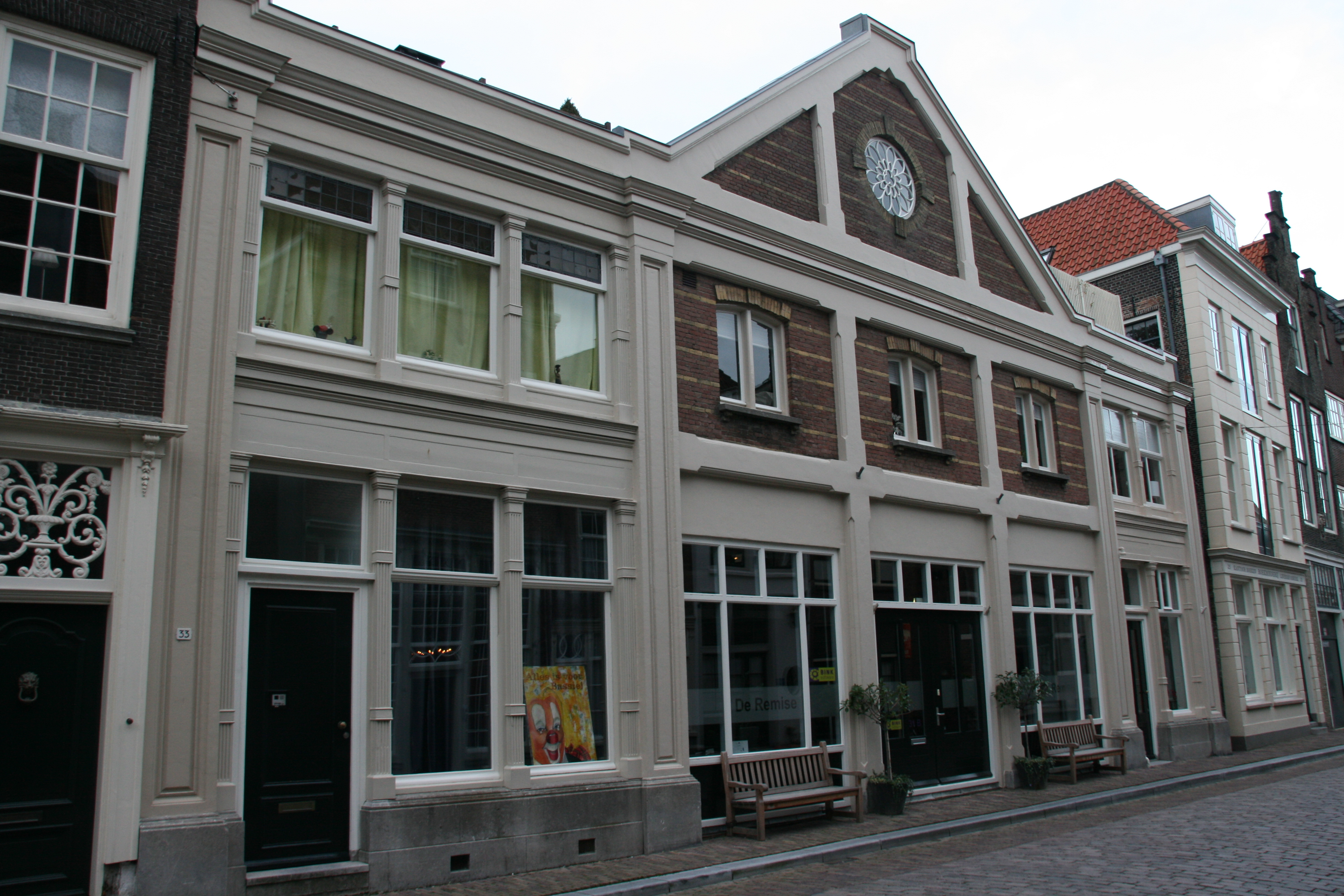
Pakhuis van de firma Jacob van Wageningen (1882) in de Grote Kerksbuurt te Dordrecht
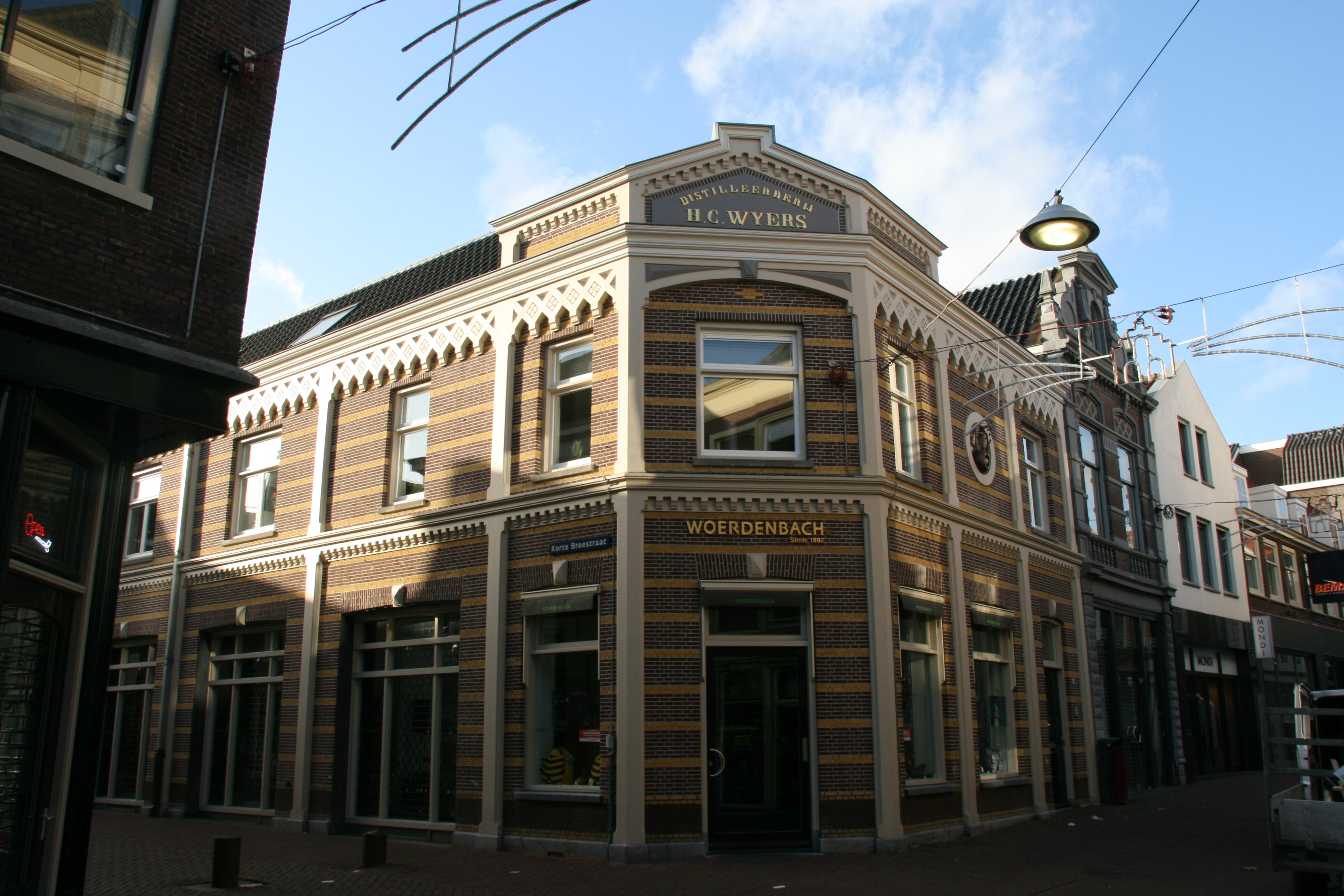
Likeurstokerij H.C. Wijers (1877)